# Lhommeia aediphlebia
Lhommeia aediphlebia är en fjärilsart som beskrevs av George Francis Hampson 1899. Lhommeia aediphlebia ingår i släktet Lhommeia och familjen mätare. Inga underarter finns listade i Catalogue of Life.